# Futoshi Ikeda
Futoshi Ikeda (jap. 池田 太, Ikeda Futoshi; * 4. Oktober 1970 in der Präfektur Tokio) ist ein ehemaliger japanischer Fußballspieler und heutiger -trainer.

## Karriere

### Als Spieler
Ikeda erlernte das Fußballspielen in der Schulmannschaft der Bunan High School und der Universitätsmannschaft der Aoyama-Gakuin-Universität. Seinen ersten Vertrag unterschrieb er 1993 bei den Urawa Red Diamonds. Der Verein spielte in der höchsten Liga des Landes, der J1 League. Für den Verein absolvierte er 56 Erstligaspiele. Im Dezember 1996 beendete er dann seine Karriere als aktiver Fußballspieler.

### Als Trainer
Von 1997 bis 2016 war Ikeda in verschiedenen Trainerpositionen für die beiden heimischen Vereine Urawa Red Diamonds sowie Avispa Fukuoka aktiv. Im Februar 2017 wurde er dann Trainer der japanischen U20-Nationalmannschaft der Frauen und gewann mit ihr im folgenden Jahr die U20-Weltmeisterschaft in Frankreich. 2018 war er außerdem noch Übungsleiter der japanischen U-17-Juniorinnen. Am 1. Oktober 2021 wurde er als neuer Trainer der japanischen Fußballnationalmannschaft der Frauen vorgestellt und hatte diesen Posten bis Ende 2024 inne. Mit der Auswahl nahm er unter anderem an der Weltmeisterschaft 2023 sowie den Olympischen Sommerspielen 2024 teil. Im Januar 2025 unterschrieb Ikeda dann eine Vertrag als Trainer der Thailändische Fußballnationalmannschaft der Frauen.